# Jonas Staugaitis
Jonas Staugaitis (20 de mayo de 1868 en Omentiškiai - 18 de enero de 1952 en Kaunas) médico y político lituano, fue el cuarto presidente de Lituania durante el golpe de Estado del 1926.